# Power Mac G4

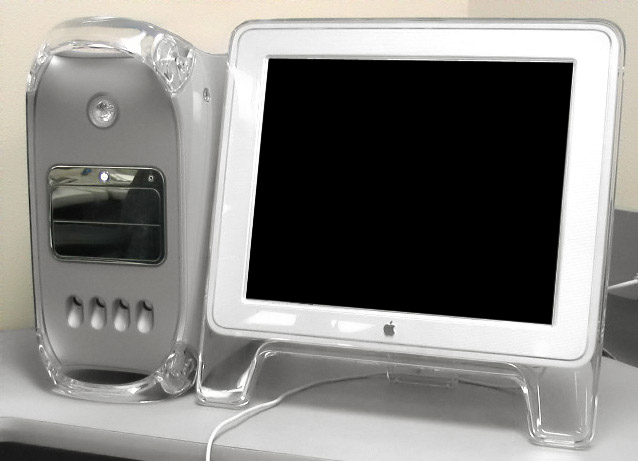
Power Mac G4

Els Power Mac G4 és una sèrie d'ordinadors personals que van ser dissenyats, fabricats, i venuts per Apple entre 1999 i 2004. Van utilitzar la sèrie de microprocessadors PowerPC G4 (PPC74xx). Es van introduir a mitjans de 1999 com a successors dels Power Mac G3 usant una carcassa semblant però un nou processador, el PowerPC G4, desenvolupat en conjunt per IBM i Motorola. Va estar disponible al mercat fins a l'arribada del Power Mac G5, a mitjans de 2003. Disposaven d'un o dos processadors.

## Primers models
El primer Apple Power Mac G4, de nom codi "Yikes!", Va ser introduït en la conferència Seybold el 31 d'agost de 1999, amb configuracions de 400 MHz, 450 MHz i 500 MHz A l'octubre de 1999, Apple va haver de posposar el model de 500 MHz a causa del pobre rendiment dels xips de 500 MHz a conseqüència d'això, Apple va degradar la potència del processador en cada configuració 50 MHz però això va causar controvèrsia per no abaratir també els ordinadors.

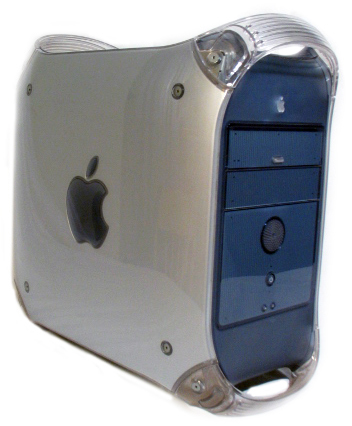
Power Mac G4 Graphite

Els primers models de 400 MHz (abans 350 MHz) utilitzaven Peripheral Component Interconnect i usaven una placa base idèntica a l'usat en el Power Macintosh G3 (Blue & White) (excepte pel port ADB), en una caixa de color grafit i amb el nou Motorola PowerPC 7400 (G4) CPU. Els models d'alt rendiment, nom codi "Sawtooth", usaven una gran disseny modificat de la placa base amb gràfics 2x AGP (substituint a les slot PCI de 66 MHz). Al desembre de 1999, la línia del Power Mac G4 va ser actualitzat a la placa base AGP.

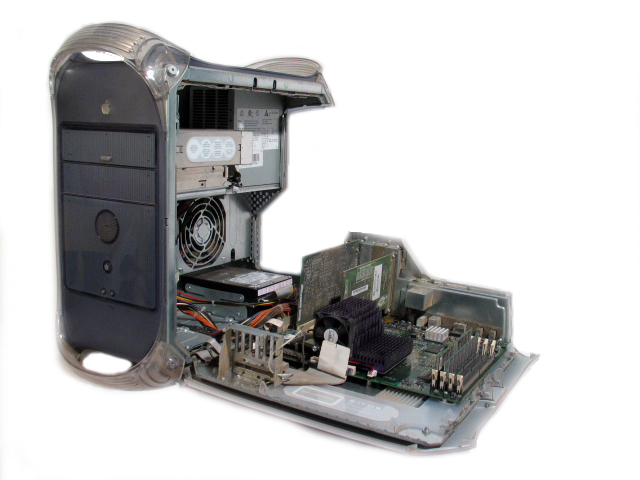
Power Mac G4 Graphite amb una CPU millorada.

Les màquines portaven DVD-ROM de sèrie. Les versions de 400 MHz i 450 MHz tenen discs Zip de 100 MB Zip com a equipament de sèrie, i com una opció en el 350 MHz de la sèrie Sawtooth. Aquesta sèrie tenia 100 MHz del bus del sistema i 4 slots PC100 SDRAM, com a màxim 2 GiB de RAM (1.5 GiB a Mac OS 9). Els Power Mac AGP (Sawtooth) van ser els primers a incloure un slot AirPort i un port de vídeo DVI.
El nom que va posar Apple per als primers models AGP ser Power Mac AGP Graphics. El nom codi de Sawtooth ser usat internament abans del llançament oficial i va arribar a ser un popular nom entre els entusiastes.
El disseny va ser actualitzat a la Macworld Conference & Expo de Nova York el 19 de juliol de 2000; la nova actualització incloïa versions doble nucli de 450 MHz i 500 MHz, i un nucli únic de 400 MHz va ser també el primer ordinador personal a incloure Gigabit Ethernet de sèrie. Molta gent va veure aquesta versió com un recurs provisional, perquè els G4 no podien anar a més velocitat, això és degut al fet que el controlador PCI i de la memòria del G4, el Motorola XPC107 "Grackle" preveia que el G4 pogués anar a velocitats majors de 500 MHz els models dels 500 MHz duals portava un DVD-RAM optic. Els discos Zip van ser opcionals en tots els dissenys. A més aquests models van introduir el port de vídeo propietari d'Apple, l'Apple Display Connector (ADC).
El nom oficial d'Apple per a aquesta sèrie va ser Power Mac Gigabit Ethernet. El seu nom clau va ser Mystic.
| Component                 | Power Mac G4 (PCI Graphics) | Power Mac G4 (AGP Graphics) | Power Mac G4 (Gigabit Ethernet) |
| ------------------------- | --- | --- | --- |
| Nom codi                  | "Yikes!" | "Sawtooth, P5, Project E" | "Mystic, Medusa2, SnakeBite" |
| Processador               | 350 o 400 MHz PowerPC G4 (7400) | 350, 400, 450 o 500 Mhz PowerPC G4 (7400) | 400, Dual 450, o Dual 500 Mhz PowerPC G4 (7400) |
| Cache                     | L1 de 64 KB, L2 de 512 KB o 1 MB trasero por CPU (1:2)                                                                               | L1 de 64 KB, L2 de 512 KB o 1 MB trasero por CPU (1:2) | L1 de 64 KB, L2 de 512 KB o 1 MB trasero por CPU (1:2) |
| Tarjeta gràfica           | ATI Rage 128 con 16MB de VRAM Slot PCI de 66 Mhz                                                                                     | ATI Rage 128 o ATI Rage 128 Pro con 16MB de VRAM AGP 2x | ATI Rage 128 Pro con 16MB VRAM o ATI Radeon con 32MB de VRAM AGP 2x. Soport per monitor ADC                                                                              |
| Front side bus            | 100 Mhz | 100 Mhz | 100 Mhz |
| Memòria                   | 64, 128, o 256 MB PC100 SDRAM Ampliable a 1 GB                                                                                       | 64, 128, o 256 MB PC100 SDRAM Ampliable a 2 GB debajo de Mac OS X. Solo 1.5 GB son admissibles per a OS 9                                                             | 64, 128, o 256 MB PC100 SDRAM Ampliable a 2 GB debajo de Mac OS X. Solo 1.5 GB son admissibles per a OS 9                                                                |
| Hard drive                | 10 GB Ampliable hasta 128 GB | 10 GB 5400-rpm, 10, 20, o 27 GB 7200-rpm Ampliable fins a 128 GB | 20 GB 5400-rpm, 30, o 40 GB 7200-rpm Ampliable fins a 128 GB |
| Targeta AirPort           | N/A | 802.11b | 802.11b |
| Optical drive             | CD-ROM | 32x CD-ROM, DVD-ROM, o DVD-RAM | DVD-ROM o DVD-RAM |
| Expansió                  | 4 badies internes 3.5 "ATA, 1 badia òptica, 1 badia Zip 100, 3 - 33 MHz and 1-66 Mhz PCI Slots                                       | 4 internal 3.5" ATA drive bays, 1 optical drive bay, 1 Zip 100/250 bay, 3 - 64-bit 33 Mhz PCI Slots, 1 AGP 2x Slot                                                    | 4 internal 3.5" ATA drive bays, 1 optical drive bay, 1 Zip 100/250 bay, 3 - 64-bit 33 Mhz PCI Slots, 1 AGP 2x Slot                                                       |
| Característiques de sèrie | 2 Built-in USB 1.1 and 2 Firewire 400 ports, Built-in mono speaker, audio input, audio output, 10/100BASE-T Ethernet, Built-in modem | 2 Built-in USB 1.1 and 3 Firewire 400 ports (1 internal), Built-in mono speaker, Audio Input, Audio Output, Built-modem, 10/100BASE-T Ethernet, Optional Airport Card | 2 Built-in USB 1.1 and 2 Firewire 400 ports, Built-in mono speaker, audio input, audio output, Built-in modem, 10/100/1000BASE-T Gigabit Ethernet, Optional Airport Card |
| Màxim Sistema Operatiu    | Mac OS X 10.4.11 "Tiger" y Mac OS 9.2.2                                                                                              | Mac OS X 10.4.11 "Tiger" i Mac OS 9.2.2 Extraoficialment pot soportar Mac OS X v10.5 "Leopard" o alguna distribució de Linux                                          | Mac OS X 10.4.11 "Tiger" i Mac OS 9.2.2 Extraoficialment pot soportar Mac OS X v10.5 "Leopard" o alguna distribució de Linux                                             |
| Pes                       | 13 kg | 13 kg | 13.59 kg |